# Sid Watkins
Eric Sidney Watkins, OBE (* 6. September 1928 in Liverpool, Großbritannien; † 12. September 2012 in London), allgemein auch als Professor Sid bekannt, war ein britischer Neurochirurg, der von 1978 bis 2004 offizieller Chefarzt der FIA für Formel-1-Rennen war.

## Leben

### Anfangszeit
Watkins studierte Medizin an der Universität von Liverpool und beendete sein Studium 1952. Danach arbeitete er fünf Jahre lang für das Royal Army Medical Corps in West-Afrika, kehrte aber sofort darauf nach Großbritannien zurück, um sich an der Universität Oxford auf Neurochirurgie zu spezialisieren. Zu dieser Zeit begann er sich auch für Motorsport zu interessieren und arbeitete in seiner Freizeit als Rennarzt auf dem Silverstone Circuit.
Watkins ging nach Syracuse um Professor der Neurochirurgie an der State University of New York zu werden. Er kehrte jedoch bald nach England zurück und wurde Chef der Neurochirurgie am London Hospital.

### Formel-1-Karriere

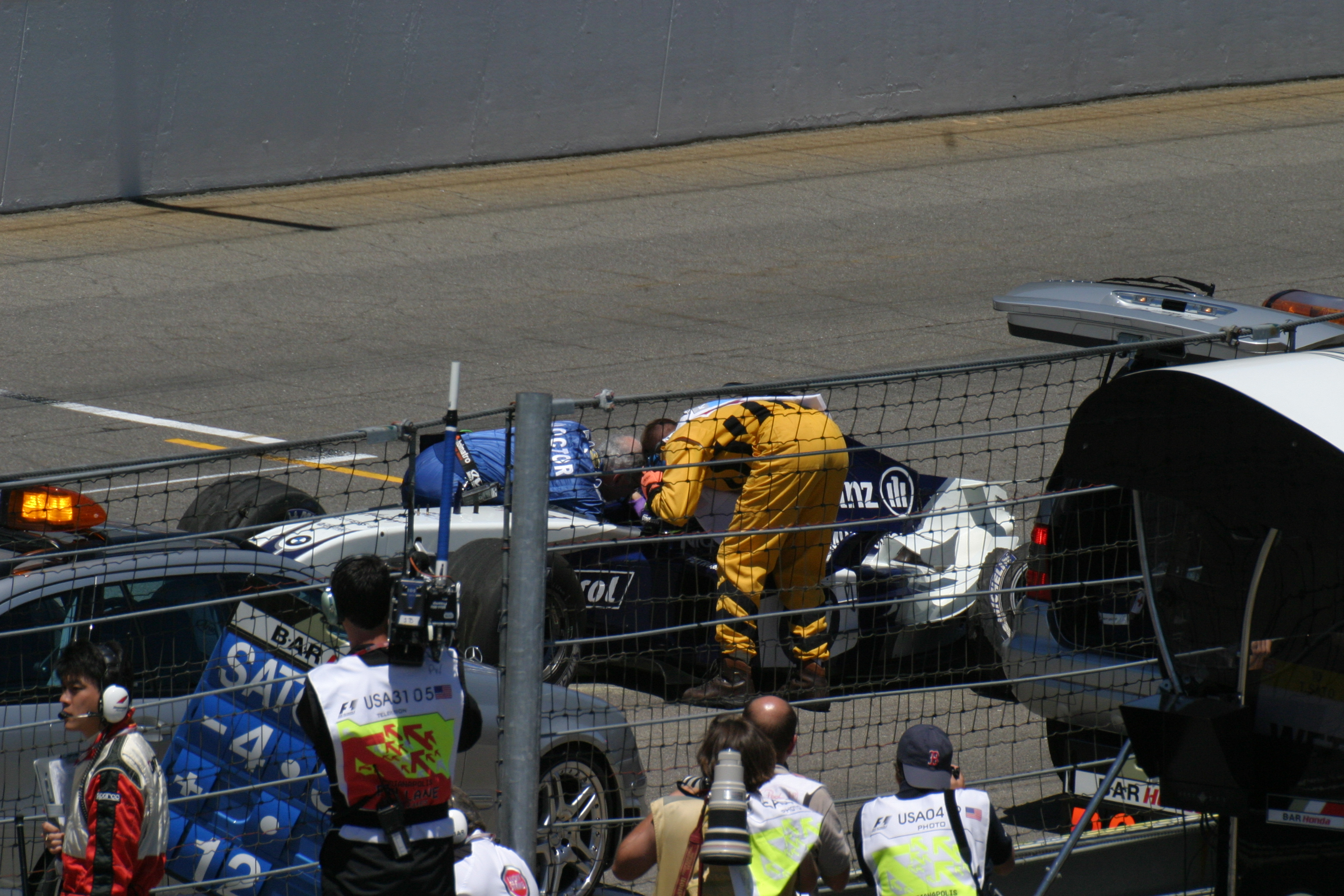
Sid Watkins und ein weiterer Unfallhelfer versorgen den verunglückten Ralf Schumacher beim Großen Preis der USA 2004

Im Jahr 1978 traf er Bernie Ecclestone, der zu dieser Zeit Manager des Brabham-Teams war und Watkins anbot, den Posten als offizieller Formel-1-Rennarzt zu übernehmen. Watkins nahm den Posten an und die FIA erkannte im Laufe der Jahre, dass er einen großen Anteil an der Modernisierung der medizinischen Standards der Formel 1 hatte. Als Chefarzt saß Watkins bei jedem Rennen bzw. Rennwochenende im Medical Car. Beim freien Training zum Großen Preis von Australien 1995, dem Saisonfinale in Adelaide, musste Rennarzt Sid Watkins bei dem schwer verunglückten Mika Häkkinen noch vor Ort einen Luftröhrenschnitt vornehmen.
Am 20. Januar 2004 verkündete Watkins seinen Rücktritt von allen medizinischen Posten der FIA, blieb aber weiterhin Präsident des FIA Institute for Motor Sport Safety. FIA-Präsident Max Mosley ernannte Watkins’ langjährigen Stellvertreter Gary Hartstein zum Nachfolger.
Anlässlich des Rennens in Monza 2011 präsentierte das FIA-Institut unter der Leitung von Präsident Sid Watkins, wie die Köpfe der Fahrer in Zukunft noch besser geschützt werden können.

### Ehrentitel

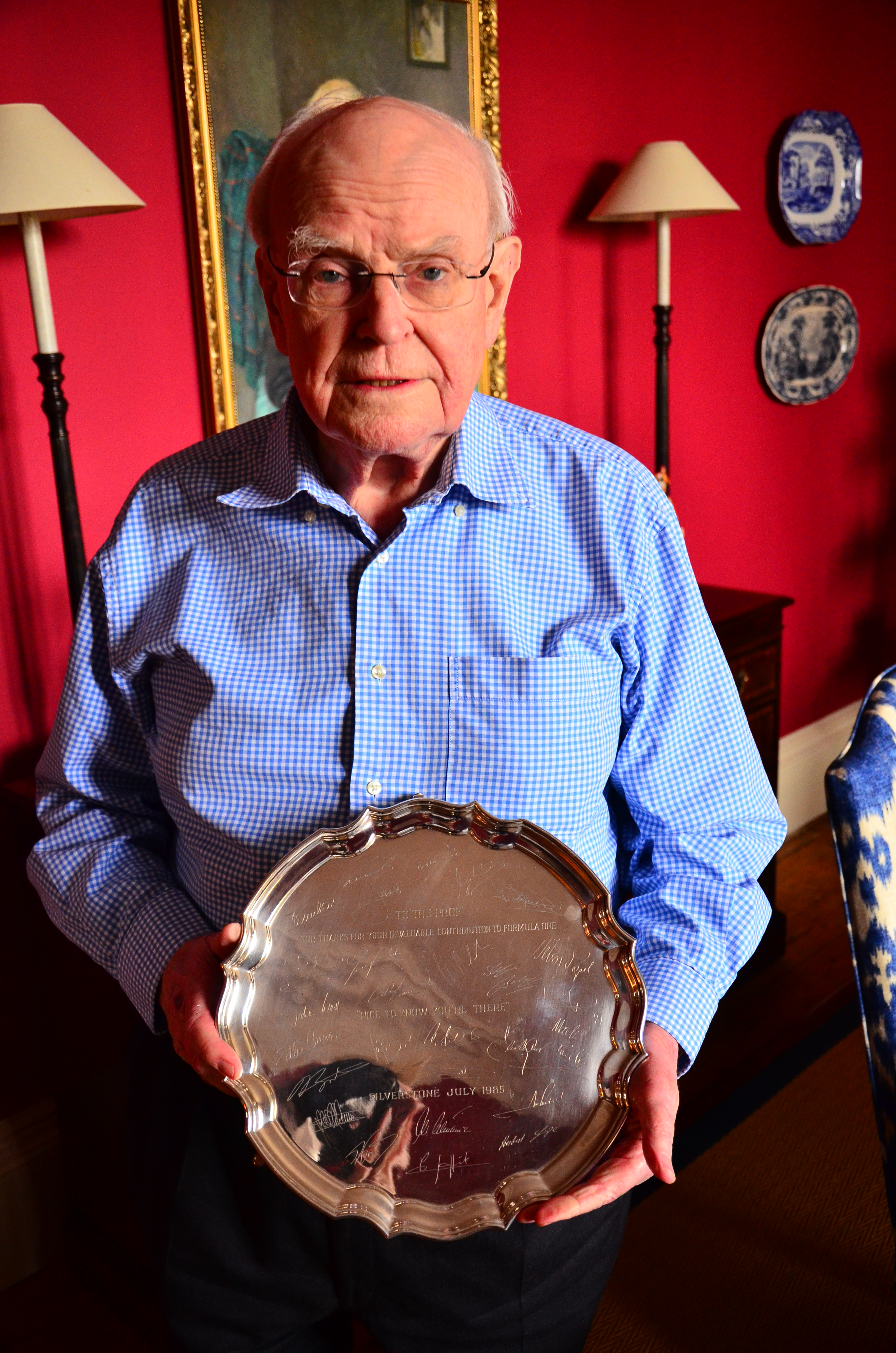
Sid Watkins mit einer Gedenkplatte der Formel-1-Fahrer der Saison 1985.

2002 wurde Watkins Mitglied des Order of the British Empire. Die Universität von Liverpool verlieh ihm bei einer Zeremonie am 8. Juli 2004 ein Ehrendoktorat. Am 8. Oktober 2004 wurde er erster Präsident der FIA Foundation for the Automobile and Society und am 10. Dezember desselben Jahres wurde er erster Präsident des FIA Institute for Motor Sport Safety (FIA Institut für Motorsport-Sicherheit), die beide aufgrund des hundertjährigen Bestehens der FIA gegründet worden waren.
Watkins war auch Autor und Co-Autor von mehreren Büchern über Rennsicherheit. Er war verheiratet und hatte vier Söhne und zwei Töchter.
Sid Watkins verstarb am 12. September 2012 im Alter von 84 Jahren im Londoner King-Edward-VII-Krankenhaus an Krebs.
Im Oktober 2014 gab ein Krankenhaus in Watkins’ Heimatstadt Liverpool bekannt, ein neues Gebäude nach ihm zu benennen.

## Veröffentlichungen
- Sid Watkins: Life at the Limit: Triumph and Tragedy in Formula One. Motorbooks Intl. 1996, ISBN 0-7603-0315-0.
- Sid Watkins, David Tremayne: The Science of Safety: The Battle Against Unacceptable Risks in Motor Racing. Haynes Publications 2000, ISBN 1-85960-664-4.
- Sid Watkins, Jackie Stewart: Beyond the Limit. Pan Books 2002, ISBN 0-330-48196-7.